# Wrike
Wrike, Inc. es una empresa desarrolladora de software de gestión de proyectos estadounidense con base en San Jose, California. Desde 2021 es propiedad de Citrix. El producto principal de Wrike (también llamado Wrike) es una herramienta en línea de gestión de proyectos y colaboración, licenciada en software como servicio. Permite que sus usuarios ajusten sus planes de proyectos, prioricen tareas, estén al tanto de la planificación y colaboren en línea con sus compañeros de equipo. La aplicación está disponible en inglés, francés, español, alemán, portugués, italiano, japonés y ruso. El objetivo principal de Wrike es ordenar el proceso de trabajo y permitir que las empresas prioricen las tareas más importantes.

## Historia
Wrike se fundó en 2006 por Andrew Filev. En un principio, Filev financió él mismo la compañía hasta que consiguió inversores más adelante. Wrike publicó la versión beta de su software en diciembre de 2006. Al principio, la aplicación estaba integrada con el correo electrónico, permitiendo a sus usuarios hacer seguimiento de sus horarios, fechas de entrega y tareas vía correo electrónico. En junio de 2007, la empresa publicó una versión completa y profesional de la aplicación. El producto ofrecía dos formas de integración con correo electrónico, proponía 9 grupos de trabajo predeterminados (por ejemplo: Clientes, Proyectos, Personal, etc.), y tenía una capacidad entre 5 y 50 usuarios simultáneos. En agosto de 2008, Wrike publicó una versión de empresa del software que incluía la posibilidad de crear dependencias dentro de las tareas mediante diagramas de Gantt.
En 2009, Wrike sincronizó tareas con dispositivos Android y Windows Mobile. En 2010, Wrike integró sus servicios con Google Docs. Más adelante ese mismo año, la aplicación también añadió un flujo de actividad que informaba de novedades en tiempo real y funciones de chat. En octubre de 2010, Wrike publicó una nueva versión del software con una función social integrada. La nueva versión mantenía el flujo de actividad y añadía otras funciones sociales como un tablero de mandos y una función ‘Seguir’. En diciembre de 2010, Wrike publicó una API, permitiendo que desarrolladores ajenos a la empresa creasen aplicaciones para integrar con Wrike.
En 2011, Wrike publicó aplicaciones móviles para HO, iy di Bl. Las aplicaciones eran gratis para usuarios de Wrike. También integraron el software con Google Apps Marketplace y Jive en 2011. En mayo de 2012, la compañía publicó una versión gratuita de su aplicación en línea. Dicha versión permitía a sus usuarios crear y asignar tareas, marcar tareas como completadas y compartir archivos (entre otras funcionalidades). Wrike recibió un millón de dólares de la empresa inglesa TMT Investments en junio de 2012. Por aquel entonces, empresas como Capgemini, Kraft Foods, Salesforce.com y Holiday Inn se encontraban en la cartera de clientes de Wrike.
En septiembre de 2012, Wrike integró un editor de texto para la colaboración en tiempo real en su software. Durante el mes siguiente, publicaron un programa adicional para el correo electrónico de Apple, su primer producto nativo para Mac OS. En noviembre de ese mismo año, Wrike publicó versiones actualizadas de sus aplicaciones para Android e iOS. Dichas aplicaciones estaban equipadas con una línea cronológica interactiva en forma de diagramas de Gantt, funcionalidad que no llegaría a la versión en línea hasta marzo de 2013. En 2014, Wrike añadió nuevas herramientas de trabajo y opciones de personalización. En mayo de 2015, la empresa logró una inversión de 15 millones de dólares en una nueva ronda de financiación. Entre los inversores se encontraban Scale Venture Partners, DCM Ventures y Bain Capital. Por aquel entonces, Wrike tenía 8.000 clientes, 200 empleados y 30.000 nuevos usuarios cada mes.

## Software
Wrike es un software de gestión de proyectos y colaboración en línea diseñado para gestionar la carga de trabajo en empresas y organizaciones de distintos tamaños. El software está disponible en tres versiones: Gratis, Profesional y Empresa. La versión gratuita es la menos completa. Ofrece la posibilidad de crear tareas, asignarlas, marcarlas como completadas y compartir archivos. La versión gratuita permite un número ilimitado de usuarios, mientras que tan solo 5 usuarios pueden crear, asignar y tener acceso a las tareas. La versión Profesional incorpora diagramas de Gantt, seguimiento de tiempo y la opción de compartir archivos arrastrándolos, También ofrece compatibilidad mediante API, entre otras funciones. La versión Empresa incorpora datos y análisis en tiempo real y la posibilidad de asignar distintos grupos de trabajo a los usuarios (entre otras muchas funcionalidades). Wrike también está disponible para dispositivos iOS 10.00 o posteriores, también compatible con iPhone, iPad, iPod touch y Android 4.0 o superior.
Todas las versiones incorporan un flujo de actividad que informa a los usuarios sobre cualquier tipo de acción llevada a cabo por otros usuarios pertenecientes a un grupo de trabajo específico. El software de Wrike también incorpora funciones sociales. Wrike también está integrado con otros programas como Google Apps, Microsoft Outlook, Microsoft Excel, Microsoft Project, Google Drive, Dropbox, Apple Mail, Box, IBM Connections, entre otros.

## Premios y galardones
- 2006 - Premio en la categoría B2B otorgado por Le Web 3[26]
- 2008 - Premio a la excelencia en la categoría de Aplicaciones de Productividad, otorgado por eWeek[27]
- 2009 - Wrike apareció en el Top 100 de empresas globales de Red Herring.[28]
- 2011 - Tercera posición en el concurso de SenchaCon.[29]
- 2011 - Finalista en los American Business Awards en la categoría “Software Informático – Nueva versión.”[30]
- 2014 - Nombrado "Cool Vendor" por Gartner[31]
- 2015 - Nombrado uno de los mejores lugares de trabajo por San Francisco Business Times/Silicon Valley Business Journal[32]